# Renegade (álbum de Hammerfall)
Renegade es el tercer álbum de la banda sueca de heavy metal, HammerFall lanzado en el año 2000. La portada del álbum fue realizada por Andreas Marschall.

## Lista de canciones
| N.º | Título                            | Escritor(es)               | Duración |  |
| 1.  | «Templars of Steel»               | Oscar Dronjak, Joacim Cans | 5:24     |  |
| 2.  | «Keep the Flame Burning»          | Dronjak, Cans, Elmgren     | 4:37     |  |
| 3.  | «Renegade»                        | Dronjak, Cans, Elmgren     | 4:24     |  |
| 4.  | «Living in Victory»               | Dronjak, Cans, Elmgren     | 4:40     |  |
| 5.  | «Always Will Be»                  | Oscar Dronjak              | 4:49     |  |
| 6.  | «The Way of the Warrior»          | Dronjak, Cans, Elmgren     | 4:05     |  |
| 7.  | «Destined for Glory»              | Dronjak, Cans              | 5:08     |  |
| 8.  | «The Champion»                    | Dronjak, Cans, Elmgren     | 4:55     |  |
| 9.  | «Raise the Hammer (instrumental)» | Dronjak, Elmgren           | 3:21     |  |
| 10. | «A Legend Reborn»                 | Dronjak, Cans              | 5:11     |  |

Bonus tracks edición digipack y Brasilera:
11. "Head over Heels" (Accept cover) con Udo Dirkschneider 4:30
12. "Breaking the Law" (Judas Priest cover) 2:14
13. "I Want Out" (Helloween cover) 4:38
14. "Man on the Silver Mountain" (Rainbow cover) 3:26
15. "Run with the Devil" (Heavy Load cover) 3:35
16. "Always Will Be" (acoustic version) 4:47
Bonus tracks edición rusa:
11. "Run with the Devil" (Heavy Load cover)
12. "Head over Heels" (Accept cover)
FORMACIÓN
- Joacim Cans - Voces
- Oscar Dronjak - Guitarra, Coros
- Magnus Rosen - Bajo
- Anders Johansson - Batería
- Stefan Elmgren - guitarra

- Datos: Q603457